# Eddyville (Iowa)
Eddyville ist eine Stadt (mit dem Status „City“) im Wapello County und zu kleineren Teilen im Mahaska und Monroe County im US-amerikanischen Bundesstaat Iowa. Im Jahr 2010 hatte Eddyville 1024 Einwohner, deren Zahl sich bis 2013 auf 1011 leicht verringerte. Das U.S. Census Bureau hat bei der Volkszählung 2020 eine Einwohnerzahl von 970 ermittelt.

## Geografie
Eddyville liegt im mittleren Südosten Iowas am Des Moines River, einem rechten Nebenfluss des Mississippi. Dieser bildet rund 150 km östlich die Grenze Iowas zu Illinois; die Grenze zu Missouri verläuft rund 65 km südlich.
Die geografischen Koordinaten von Eddyville sind 41°09′23″ nördlicher Breite und 92°38′15″ westlicher Länge. Die Stadt erstreckt sich über eine Fläche von 3,06 km² und verteilt sich über die Columbia Township des Wapello County, die Harrison Township des Mahaska County und die Pleasant Township des Monroe County.
Nachbarorte von Eddyville sind Oskaloosa (15,4 km nördlich), Fremont (21,9 km ostnordöstlich), Chillicothe (16 km südöstlich), Ottumwa (25,7 km in der gleichen Richtung), Blakesburg (23,4 km südlich), Albia (24,7 km südwestlich), Lovilia (27,7 km westlich) und Beacon (16,4 km nordnordwestlich).
Die nächstgelegenen größeren Städte sind Waterloo (175 km nördlich), Cedar Rapids (165 km nordöstlich), Iowa City (136 km ostnordöstlich), die Quad Cities in Iowa und Illinois (215 km östlich), Peoria in Illinois (312 km ostsüdöstlich), Illinois’ Hauptstadt Springfield (367 km südöstlich), St. Louis in Missouri (435 km südsüdöstlich), Kansas City in Missouri (343 km südsüdwestlich), Nebraskas größte Stadt Omaha (312 km westlich) und Iowas Hauptstadt Des Moines (110 km nordwestlich).

## Verkehr
Der zum Freeway ausgebaute U.S. Highway 63 führt in Nord-Süd-Richtung entlang der östlichen Stadtgrenze von Eddyville. Im Süden der Stadt zweigt der Iowa State Highway 137 an seinem nördlichen Endpunkt nach Westen ab und überquert an der südwestlichen Stadtgrenze den Des Moines River über eine Brücke. Alle weiteren Straßen sind untergeordnete Landstraßen, teils unbefestigte Fahrwege sowie innerörtliche Verbindungsstraßen.
In Nord-Süd-Richtung führt eine  Eisenbahnlinie für den Frachtverkehr der Union Pacific Railroad (UP) entlang der westlichen Stadtgrenze von Eddyville.
Mit dem Ottumwa Regional Airport befindet sich 22 km ostsüdöstlich ein Flugplatz für Allgemeine Luftfahrt. Die nächsten Verkehrsflughäfen sind der Des Moines International Airport (113 km westnordwestlich), der Eastern Iowa Airport in Cedar Rapids (158 km nordöstlich), der Quad City International Airport bei Moline in Illinois (224 km östlich) und der Southeast Iowa Regional Airport von Burlington (160 km ostsüdöstlich).

## Wirtschaft
Eddyville liegt inmitten von Iowas Maisfeldern. Cargill erzeugt aus diesem Rohstoff Ethanol, Maissirup und Gluten. Ajinomoto und Wacker Chemie betreiben kleinere Fabriken.

## Geschichte
Eddyville wurde nach dem Pelzhändler Jabish P. Eddy benannt, der um 1840 das Recht erhielt, eine Handelsstation am Des Moines River zu errichten. Der Ort wurde 1843 gegründet und entwickelte sich auf Grund seiner Lage gut, allerdings nur bis die Eisenbahnlinie nach Des Moines errichtet wurde. Der Abbau von Kohle im Wapello County erfolgte bereits 1857, unter anderem durch die Roberts Mine, direkt am gegenüberliegenden Ufer des Des Moines River gelegen.

## Bevölkerung
Nach der Volkszählung im Jahr 2010 lebten in Eddyville 1024 Menschen in 409 Haushalten. Die Bevölkerungsdichte betrug 334,6 Einwohner pro Quadratkilometer. In den 409 Haushalten lebten statistisch je 2,5 Personen.
Ethnisch betrachtet setzte sich die Bevölkerung zusammen aus 96,5 Prozent Weißen, 0,1 Prozent (eine Person) Afroamerikanern, 0,1 Prozent amerikanischen Ureinwohnern, 0,1 Prozent Asiaten sowie 1,6 Prozent aus anderen ethnischen Gruppen; 1,7 Prozent stammten von zwei oder mehr Ethnien ab. Unabhängig von der ethnischen Zugehörigkeit waren 2,4 Prozent der Bevölkerung spanischer oder lateinamerikanischer Abstammung.
27,7 Prozent der Bevölkerung waren unter 18 Jahre alt, 58,7 Prozent waren zwischen 18 und 64 und 13,6 Prozent waren 65 Jahre oder älter. 51,9 Prozent der Bevölkerung waren weiblich.
Das mittlere jährliche Einkommen eines Haushalts lag bei 38.429 USD. Das Pro-Kopf-Einkommen betrug 16.862 USD. 19,5 Prozent der Einwohner lebten unterhalb der Armutsgrenze.

## Persönlichkeiten
- Lafayette Young (1848–1926) – republikanischer US-Senator von Iowa (1910–1911) – geboren und aufgewachsen in Eddyville